# Жорже Коуту
Жорже Коуту (порт. Jorge Couto, нар. 1 липня 1970) — португальський футболіст, що грав на позиції нападника.
Виступав за клуби «Порту» та «Боавішта», а також національну збірну Португалії.

## Клубна кар'єра
Народився 1 липня 1970 року. Вихованець футбольної школи клубу «Порту». У 1988 році для отримання ігрової практики Коуту був відданий в оренду в друголіговий «Жіл Вісенте», де провів один сезон. У 1989 році повернувся до «Порту». 26 серпня 1989 року він дебютував у португальській Прімейрі в матчі проти «Пенафіела» (2:0). В рідній команді Коуту провів шість сезонів, взявши участь у 130 матчах чемпіонату. Більшість часу, проведеного у складі «Порту», був основним гравцем атакувальної ланки команди. За цей час п'ять разів виборював титул чемпіона Португалії, а також виграв два Кубки Португалії та чотири Суперкубки.
1995 року перейшов до «Боавішти», за яку відіграв 8 сезонів. За цей час додав до переліку своїх трофеїв ще один титул чемпіона Португалії у сезоні 2000/01. З цим клубом він також виграв національний кубок (1997) та два суперкубки (1996, 1997). Завершив професійну кар'єру футболіста виступами за команду «Боавішта» у 2003 році.

## Виступи за збірні
1989 року у складі юнацької збірної Португалії (U-20) Коуту виграв молодіжний чемпіонат світу в Саудівській Аравії, зігравши у 4 іграх на турнірі, відзначившись 2 забитими голами, в тому числі один у фіналі проти Нігерії (2:0).
Протягом 1989—1991 років залучався до складу молодіжної збірної Португалії. На молодіжному рівні зіграв у 14 офіційних матчах, забив 2 голи.
19 грудня 1990 року дебютував в офіційних матчах у складі національної збірної Португалії в товариській грі проти США (1:0). Протягом кар'єри у національній команді, яка тривала 9 років, провів у її формі 6 матчів.
| Дата       | Місто    | Господарі  | Результат | Гості      | Турнір           | Голи | Примітки |
| ---------- | -------- | ---------- | --------- | ---------- | ---------------- | ---- | -------- |
| 19-12-1990 | Мая      | Португалія | 1 – 0     | США        | товариський матч | -    |          |
| 3-6-1992   | Чикаго   | США        | 1 – 0     | Португалія | товариський матч | -    |          |
| 7-6-1992   | Фоксборо | Португалія | 0 – 2     | Ірландія   | товариський матч | -    |          |
| 11-11-1992 | Сент-Уан | Португалія | 2 – 1     | Болгарія   | товариський матч | -    |          |
| 20-4-1994  | Осло     | Норвегія   | 0 – 0     | Португалія | товариський матч | -    |          |
| 18-11-1998 | Сетубал  | Португалія | 2 – 0     | Ізраїль    | товариський матч | -    |          |
| Усього     |          | Матчів     | 6         |            | Голів            | 0    |          |

## Титули і досягнення
- Чемпіон світу (U-20): 1989
- Чемпіон Португалії (6):

«Порту»: 1989–90, 1991–92, 1992–93, 1994–95, 1995–96
«Боавішта»: 2000–01
- Володар Кубка Португалії (3):

«Порту»: 1990–91, 1993–94
«Боавішта»: 1996–97
- Володар Суперкубка Португалії (4):

«Порту»: 1990, 1991, 1993
«Боавішта»: 1997